# Afrikaanse Protestantse Kerk

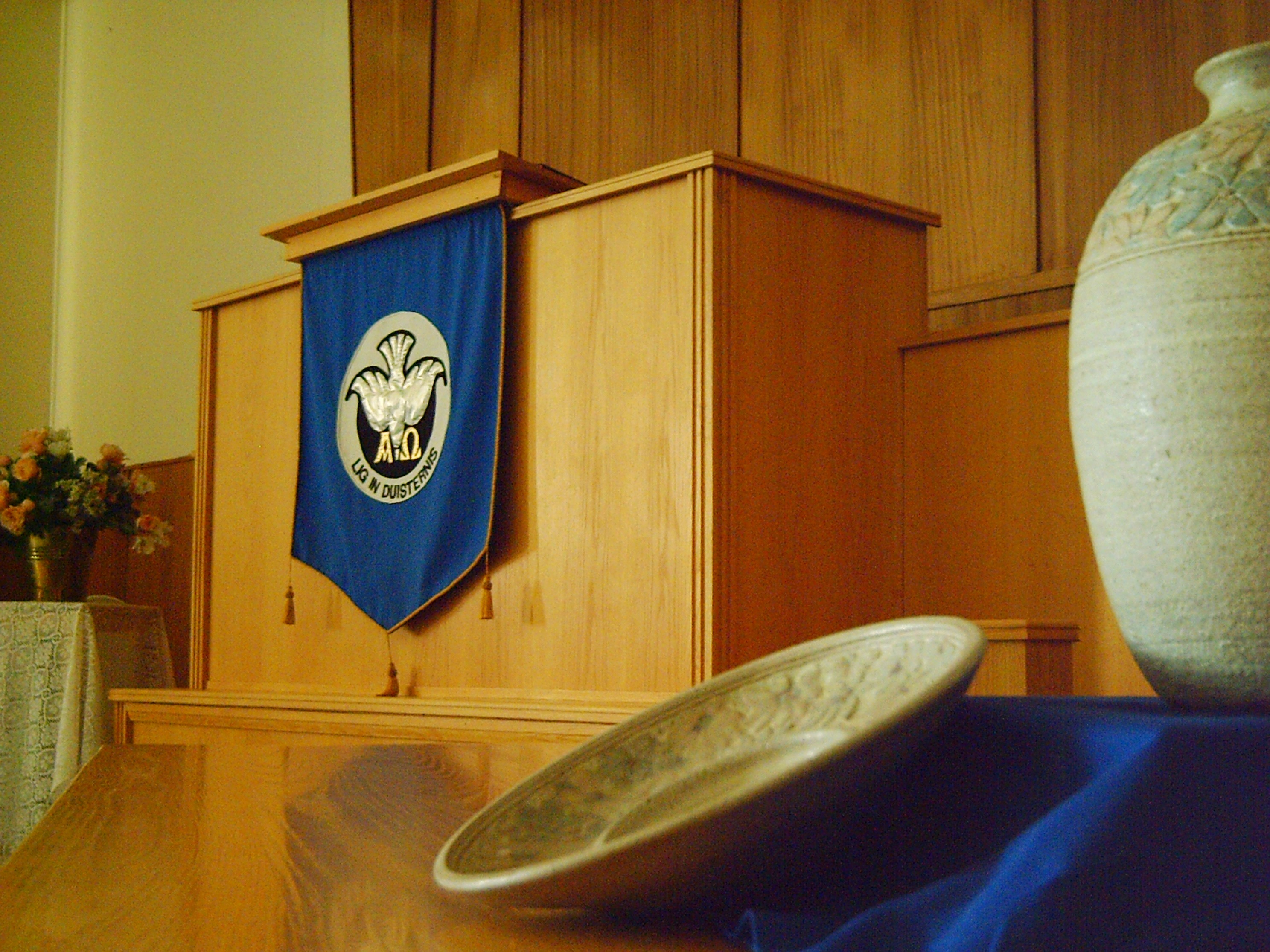
Preekstoel van de Afrikaanse Protestantse Kerk in Orania

De Afrikaanse Protestantse Kerk is een gereformeerd kerkgenootschap in Zuid-Afrika. Het kerkverband heeft 35 000 leden en is ontstaan in 1987 als afscheiding van de Nederduits Gereformeerde Kerk.
Het kerkverband bestaat uit 238 gemeenten in Zuid-Afrika, 7 in Namibië, 1 in Zambia en 1 in Groot-Brittannië. Vooral blanke Afrikaners zijn lid van deze Kerk. Kleurlingen en zwarte Afrikanen kunnen geen lidmaat worden. De Kerk wordt gezien als de meest behoudende gereformeerde Kerk van Zuid-Afrika en gebruikt de Drie Formulieren van Enigheid als grondslag. Vrouwen mogen niet verkozen worden als ambtsdrager.
De grootste gemeenten zijn Middelburg met 1306 leden en Pretoria-Oos met 1004 leden.